# شاين دوغلاس
شاين دوغلاس (بالإنجليزية: Shane Douglas)‏ هو مصارع محترف أمريكي، ولد في 21 نوفمبر 1964 في نيو برايتون في الولايات المتحدة.

## وصلات خارجية
- الموقع الرسمي
- شاين دوغلاس على موقع دبليو دبليو إي (الإنجليزية)
- شاين دوغلاس على موقع WrestlingData.com (الإنجليزية)
- شاين دوغلاس على موقع CageMatch worker (الإنجليزية)
- شاين دوغلاس على موقع قاعدة بيانات المصارعة على الإنترنت (الإنجليزية)
- شاين دوغلاس على موقع عالم المصارعة على الإنترنت (الإنجليزية)
- شاين دوغلاس على موقع عالم المصارعة على الإنترنت (الإنجليزية)
- شاين دوغلاس على موقع IMDb (الإنجليزية)
- شاين دوغلاس على موقع قاعدة بيانات الفيلم (الإنجليزية)